# Saint-Félicien (Ardèche)
Saint-Félicien település Franciaországban, Ardèche megyében. Lakosainak száma 1114 fő (2022. január 1.). Saint-Félicien Arlebosc, Bozas, Empurany, Nozières, Pailharès, Saint-Victor és Vaudevant községekkel határos.

## Népesség
A település népessége az elmúlt években az alábbi módon változott:
| Lakosok száma | 1214 | 1238 | 1240 | 1207 | 1166 | 1177 | 1191 | 1147 | 1125 | 1114 |
|               | 1968 | 1982 | 1990 | 2006 | 2013 | 2015 | 2017 | 2019 | 2020 | 2022 |